# Grauflügliger Erdbock

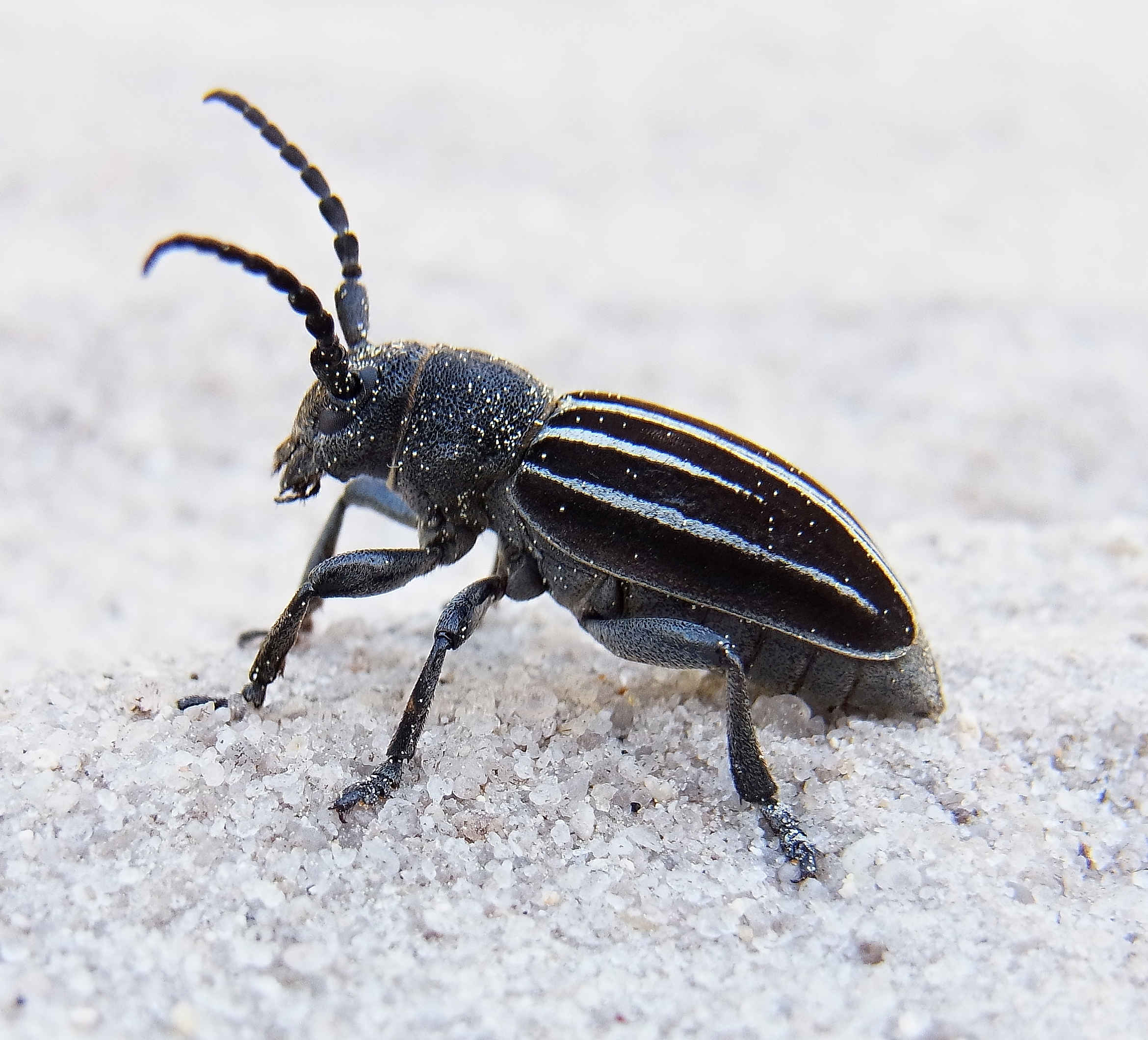
Seitenansicht

Der Grauflüglige Erdbock oder Variable Erdbock (Iberodorcadion fuliginator, Syn.: Dorcadion fuliginator) ist ein Käfer aus der Familie der Bockkäfer (Cerambycidae). Innerhalb dieser großen Käferfamilie gehört er zur Unterfamilie der Weberböcke (Lamiinae) und zur Tribus Dorcadiini.

## Beschreibung
Die Käfer werden 10 bis 15 Millimeter lang. Sie haben einen kompakten Körperbau und haben miteinander verwachsene Flügeldecken, weswegen sie nicht fliegen können. Der Körper ist schwarz und hat bläulich graue Flügeldecken.

## Vorkommen
Sie kommen von Südwesteuropa bis Mitteldeutschland (vor allem in Süddeutschland und Thüringen) auf wenig bewachsenem Trockenrasen vor, fehlen aber in Österreich, Tschechien, Slowakei und Polen.

## Lebensweise
Die Tiere leben am Boden, wo sie sich von Gras ernähren. Die Larven entwickeln sich an Graswurzeln und leben nicht xylobiont.